# شفيع شلبي
شفيع شلبي (2 مايو 1947م - 13 يناير 2021) مذيع ومخرج تلفزيوني وسينمائي مصري. اشتهر بطريقة تقديمه لنشرة التاسعة مساء في التلفزيون المصري في سبعينات القرن العشرين الميلادي، حيث كان أول مذيع يطل على الشاشة الصغيرة بملابس كاجوال وقميص مفتوح وشعر مجعد.

## حياته
تخرّج في كلية الزراعة عام 1967، وعمل في الإخراج والكتابة والإنتاج السينمائي والتليفزيوني، تم منعه من الظهور على الشاشة بقرار جمهوري عام 1981.
أسس شفيع قناة على «يوتيوب» باسمه، كانت تبثّ أفلاما تسجيلية متنوعة؛ «العيد في الصعيد»، «الشارع المصري عبر التاريخ»، «شفيع شلبي في قلب الشارع المصري».

## أعماله
من أبرز أعمال شفيع شلبي، علياء والمدينة عام 1979، خلف أسوار الجامعة عام 1981 والعوامة 70 في سنة 1982.
قدم برنامج سينما في علب ،وكان محتواه أفلام تسجيلية ذات ابداع وهادفة ونظرة فنية تعبر عن مخرجها.